# Diversity (grupa taneczna)

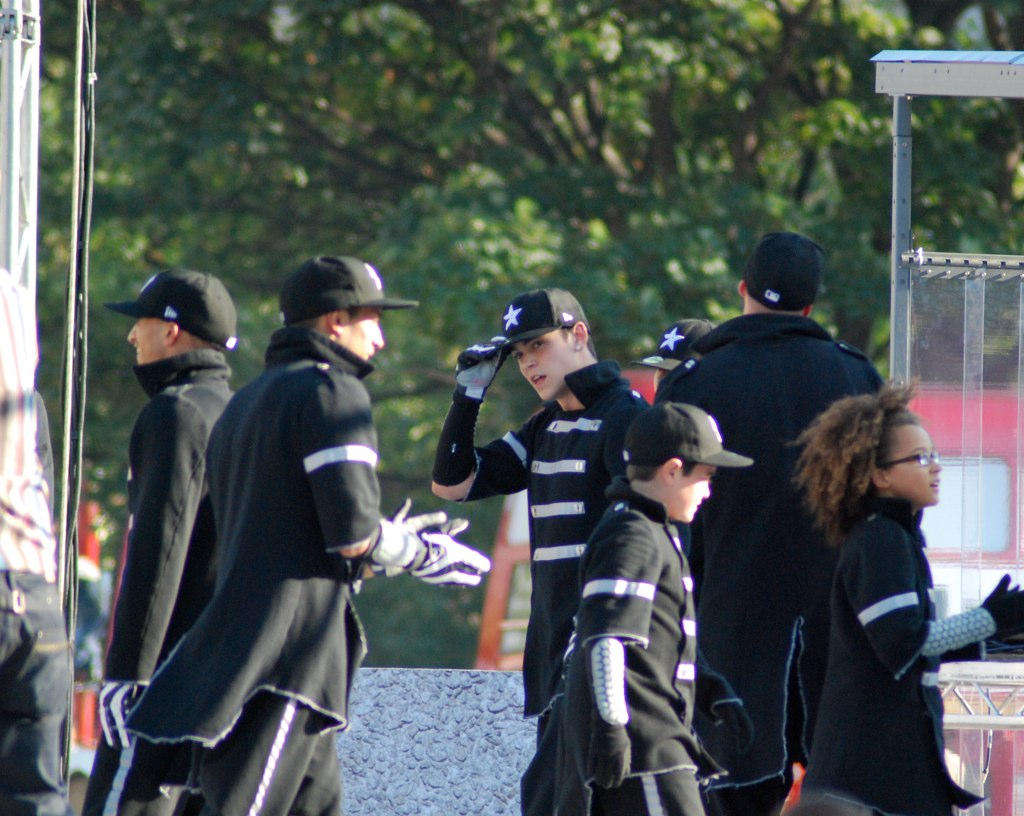
Diversity podczas występu na Thames Festival 2009

Diversity – angielska grupa taneczna. Zwycięzcy 3. edycji programu emitowanego w Wielkiej Brytanii Britain’s Got Talent, emitowanego przez telewizję ITV.
Swoją działalność rozpoczęli w 2007 roku. W skład grupy wchodzą: Ashley Banjo (choreograf) oraz Jordan Banjo, Mitchell i Sam Craske, Ike Ezekwugo, Perri Luc Kiely, Ian, Jamie i Matthew McNaughton, Warren Russell oraz Terry Smith.